# Temporada 2018 de TCR Asia Series
La temporada 2018 de TCR Asia Series fue la cuarta edición de dicha competición. Comenzó el 31 de marzo en Sepang y finalizó el 5 de octubre en Shanghái.

## Equipos y pilotos
| Equipo                                | Auto                         | N.º | Pilotos               | C   | Rondas  |
| ------------------------------------- | ---------------------------- | --- | --------------------- | --- | ------- |
| R Engineering                         | Honda Civic Type-R TCR (FK2) | 2   | Akash Nandy           |     | 1       |
| R Engineering                         | Honda Civic Type-R TCR (FK2) | 23  | Abdul Kaathir         |     | 1       |
| Elegant Racing Team                   | SEAT León TCR                | 3   | Alex Liu              | Cup | 1-2     |
| Elegant Racing Team                   | SEAT León TCR                | 30  | Kelvin Wong           | Cup | 1-2     |
| Elegant Racing Team                   | CUPRA León TCR               | 3   | Alex Liu              | Cup | 3-5     |
| Elegant Racing Team                   | CUPRA León TCR               | 30  | Kelvin Wong           | Cup | 3-5     |
| Liqui Moly Team Engstler              | Volkswagen Golf GTI TCR      | 8   | Luca Engstler         |     | 1-4     |
| Liqui Moly Team Engstler              | Volkswagen Golf GTI TCR      | 108 | Luca Engstler         |     | 5       |
| Liqui Moly Team Engstler              | Volkswagen Golf GTI TCR      | 29  | Mitchell Cheah        |     | Todas   |
| Liqui Moly Team Engstler              | Volkswagen Golf GTI TCR      | 32  | Diego Moran           |     | Todas   |
| Maximum Racing                        | Honda Civic Type-R TCR (FK2) | 5   | Clement Tong          | Cup | 2, 4    |
| Maximum Racing                        | Honda Civic Type-R TCR (FK2) | 22  | Ivan Szeto            | Cup | 1, 3, 5 |
| Maximum Racing                        | Honda Civic Type-R TCR (FK2) | 28  | Lo Sze Ho             |     | 1-4     |
| Viper Niza Racing                     | SEAT León TCR                | 65  | Douglas Khoo          | Cup | 1-3     |
| Viper Niza Racing                     | CUPRA León TCR               | 65  | Douglas Khoo          | Cup | 4-5     |
| Equipos inelegibles para sumar puntos |                              |     |                       |     |         |
| Viper Niza Racing                     | CUPRA León TCR               | 1   | Kantadhee Kusiri      |     | 4       |
| BrandNew Racing                       | Volkswagen Golf GTI TCR      | 11  | Alex Hui              |     | 4       |
| Billionaire Boy Racing                | Honda Civic Type-R TCR (FK2) | 15  | Chariya Nuya          |     | 4       |
| TBN MK Ihere Racing Team              | Honda Civic Type-R TCR (FK2) | 66  | Nattachak Hanjitkasen |     | 4       |

## Calendario
El calendario provisional 2018 se anunció el 17 de enero de 2018, con cinco eventos previstos.
| Ronda | Ronda | Circuito                                     | Fecha        | Soporte                               |
| ----- | ----- | -------------------------------------------- | ------------ | ------------------------------------- |
| 1     | 1     | Circuito Internacional de Sepang, Sepang     | 31 de marzo  | TCR Thailand Touring Car Championship |
| 1     | 2     | Circuito Internacional de Sepang, Sepang     | 1 de abril   | TCR Thailand Touring Car Championship |
| 2     | 3     | Circuito Internacional de Chang, Buriram     | 2 de junio   | TCR Thailand Touring Car Championship |
| 2     | 4     | Circuito Internacional de Chang, Buriram     | 3 de junio   | TCR Thailand Touring Car Championship |
| 3     | 5     | Circuito callejero de Bangsaen, Chonburi     | 14 de julio  | TCR Thailand Touring Car Championship |
| 3     | 6     | Circuito callejero de Bangsaen, Chonburi     | 15 de julio  | TCR Thailand Touring Car Championship |
| 4     | 7     | Circuito Internacional de Corea, Yeongam     | 26 de agosto | TCR Korea Touring Car Series          |
| 4     | 8     | Circuito Internacional de Corea, Yeongam     | 26 de agosto | TCR Korea Touring Car Series          |
| 5     | 9     | Circuito Internacional de Shanghái, Shanghái | 4 de octubre | TCR China Touring Car Championship    |
| 5     | 10    | Circuito Internacional de Shanghái, Shanghái | 5 de octubre | TCR China Touring Car Championship    |

## Resultados
| Ronda | Ronda | Ronda    | Pole Position    | Vuelta rápida    | Piloto ganador   | Equipo ganador           | Resultados |
| ----- | ----- | -------- | ---------------- | ---------------- | ---------------- | ------------------------ | ---------- |
| 1     | 1     | Sepang   | Luca Engstler    | Diego Moran      | Luca Engstler    | Liqui Moly Team Engstler | Resultados |
| 1     | 2     | Sepang   |                  | Mitchell Cheah   | Mitchell Cheah   | Liqui Moly Team Engstler | Resultados |
| 2     | 3     | Buriram  | Luca Engstler    | Luca Engstler    | Mitchell Cheah   | Liqui Moly Team Engstler | Resultados |
| 2     | 4     | Buriram  |                  | Luca Engstler    | Diego Moran      | Liqui Moly Team Engstler | Resultados |
| 3     | 5     | Chonburi | Luca Engstler    | Lo Sze Ho        | Alex Liu         | Elegant Racing Team      | Resultados |
| 3     | 6     | Chonburi |                  | Lo Sze Ho        | Lo Sze Ho        | Maximum Racing           | Resultados |
| 4     | 7     | Yeongam  | Kantadhee Kusiri | Kantadhee Kusiri | Kantadhee Kusiri | Viper Niza Racing        | Resultados |
| 4     | 8     | Yeongam  |                  | Luca Engstler    | Luca Engstler    | Liqui Moly Team Engstler | Resultados |
| 5     | 9     | Shanghái | Luca Engstler    | Mitchell Cheah   | Luca Engstler    | Liqui Moly Team Engstler | Resultados |
| 5     | 10    | Shanghái | Mitchell Cheah   | Luca Engstler    | Luca Engstler    | Liqui Moly Team Engstler | Resultados |

## Puntuaciones
| Pos.          | 1.º           | 2.º           | 3.º           | 4.º           | 5.º           | 6.º           | 7.º           | 8.º           | 9.º           | 10.º          |
| Clasificación | Clasificación | Clasificación | Clasificación | Clasificación | Clasificación | Clasificación | Clasificación | Clasificación | Clasificación | Clasificación |
| ------------- | ------------- | ------------- | ------------- | ------------- | ------------- | ------------- | ------------- | ------------- | ------------- | ------------- |
| Pts.          | 5             | 4             | 3             | 2             | 1             |               |               |               |               |               |
| Carrera       |               |               |               |               |               |               |               |               |               |               |
| Pts.          | 25            | 18            | 15            | 12            | 10            | 8             | 6             | 4             | 2             | 1             |

## Clasificaciones

### Campeonato de Pilotos
| Pos.                                  | Piloto                | SEP | SEP | BUR  | BUR | BNG  | BNG | YEO  | YEO | SHA | SHA | Pts. |
| ------------------------------------- | --------------------- | --- | --- | ---- | --- | ---- | --- | ---- | --- | --- | --- | ---- |
| 1                                     | Luca Engstler         | 1   | 3   | Ret1 | 2   | 31   | Ret | 21   | 1   | 1   | 12  | 197  |
| 2                                     | Mitchell Cheah        | 2   | 1   | 13   | 6   | Ret4 | 3   | 92   | 3   | 2   | 21  | 173  |
| 3                                     | Diego Moran           | 63  | Ret | 2    | 1   | DNS3 | 2   | Ret  | 4   | 3   | 3   | 127  |
| 4                                     | Wong Kiang Kuan       | 7   | 5   | 5    | 3   | 2    | 4   | 43   | Ret | Ret | 4   | 106  |
| 5                                     | Lo Sze Ho             | 34  | 2   | 3    | 7   | 42   | 1   | Ret5 | DNS |     |     | 98   |
| 6                                     | Douglas Khoo          | 9   | 8   | 65   | 4   | Ret  | 5   | 8    | 8   | 5   | 5   | 82   |
| 7                                     | Alex Liu              | 8   | 6   | 64   | Ret | 15   | Ret | 54   | Ret | Ret | Ret | 69   |
| 8                                     | Ivan Szeto            | Ret | 7   |      |     | DNS  | WD  |      |     | 4   | 6   | 26   |
| 9                                     | Abdul Kaathir         | 5   | 4   |      |     |      |     |      |     |     |     | 22   |
| 10                                    | Clement Tong          |     |     | 7    | 5   |      |     | DNS  | DNS |     |     | 16   |
| 11                                    | Akash Nandy           | 45  | Ret |      |     |      |     |      |     |     |     | 13   |
| Pilotos inelegibles para sumar puntos |                       |     |     |      |     |      |     |      |     |     |     |      |
|                                       | Kantadhee Kusiri      |     |     |      |     |      |     | 1    | 2   |     |     |      |
|                                       | Chariya Nuya          |     |     |      |     |      |     | 7    | 6   |     |     |      |
|                                       | Alex Hui              |     |     |      |     |      |     | 3    | 5   |     |     |      |
|                                       | Nattachak Hanjitkasen |     |     |      |     |      |     | 6    | 7   |     |     |      |
| Pos.                                  | Piloto                | SEP | SEP | BUR  | BUR | BNG  | BNG | YEO  | YEO | SHA | SHA | Pts. |

| Color     | Resultado                                                               |
| --------- | ----------------------------------------------------------------------- |
| Oro       | Ganador                                                                 |
| Plata     | 2.ª plaza                                                               |
| Bronce    | 3.ª plaza                                                               |
| Verde     | Finalizó en los puntos                                                  |
| Azul      | Finalizó sin puntos                                                     |
| Azul      | NC - No clasificado                                                     |
| Violeta   | Ret - No terminó (Carrera)                                              |
| Rojo      | DNQ - No se clasificó                                                   |
| Negro     | DSQ - Descalificado                                                     |
| Blanco    | DNS - No empezó (carrera)                                               |
| Blanco    | WD - Retirado (fin de semana)                                           |
| Blanco    | C - Carrera cancelada                                                   |
| Sin color | DNP - Inscrito pero no participó                                        |
| Sin color | INJ - Lesionado                                                         |
| Sin color | EX - Excluido                                                           |
| Estado    | Resultado                                                               |
| Negrita   | Pole position                                                           |
| Cursiva   | Vuelta rápida                                                           |
| †         | Abandona, pero clasifica al completar el porcentaje requerido para ello |

### Campeonato de Equipos
| Pos. | Equipo                   | SEP | SEP | BUR | BUR | BNG  | BNG | YEO  | YEO | SHA | SHA | Pts. |
| ---- | ------------------------ | --- | --- | --- | --- | ---- | --- | ---- | --- | --- | --- | ---- |
| 1    | Liqui Moly Team Engstler | 1   | 1   | 1   | 1   | 31   | 2   | 1    | 1   | 1   | 1   | 425  |
| 1    | Liqui Moly Team Engstler | 2   | 3   | 2   | 2   | Ret3 | 3   | 52   | 2   | 2   | 2   | 425  |
| 2    | Elegant Racing Team      | 6   | 5   | 43  | 3   | 14   | 4   | 23   | Ret | Ret | 3   | 185  |
| 2    | Elegant Racing Team      | 7   | 6   | 5   | Ret | 25   | Ret | 34   | Ret | Ret | Ret | 185  |
| 3    | Maximum Racing           | 3   | 2   | 3   | 5   | 42   | 1   | Ret5 | DNS | 3   | 5   | 149  |
| 3    | Maximum Racing           | Ret | 7   | 7   | 6   | DNS  | WD  | DNS  | DNS |     |     | 149  |
| 4    | Viper Niza Racing        | 8   | 8   | 64  | 4   | Ret  | 5   | 4    | 3   | 4   | 4   | 93   |
| 5    | R Engineering            | 4   | 4   |     |     |      |     |      |     |     |     | 37   |
| 5    | R Engineering            | 5   | Ret |     |     |      |     |      |     |     |     | 37   |
| Pos. | Equipo                   | SEP | SEP | BUR | BUR | BNG  | BNG | YEO  | YEO | SHA | SHA | Pts. |

| Color     | Resultado                                                               |
| --------- | ----------------------------------------------------------------------- |
| Oro       | Ganador                                                                 |
| Plata     | 2.ª plaza                                                               |
| Bronce    | 3.ª plaza                                                               |
| Verde     | Finalizó en los puntos                                                  |
| Azul      | Finalizó sin puntos                                                     |
| Azul      | NC - No clasificado                                                     |
| Violeta   | Ret - No terminó (Carrera)                                              |
| Rojo      | DNQ - No se clasificó                                                   |
| Negro     | DSQ - Descalificado                                                     |
| Blanco    | DNS - No empezó (carrera)                                               |
| Blanco    | WD - Retirado (fin de semana)                                           |
| Blanco    | C - Carrera cancelada                                                   |
| Sin color | DNP - Inscrito pero no participó                                        |
| Sin color | INJ - Lesionado                                                         |
| Sin color | EX - Excluido                                                           |
| Estado    | Resultado                                                               |
| Negrita   | Pole position                                                           |
| Cursiva   | Vuelta rápida                                                           |
| †         | Abandona, pero clasifica al completar el porcentaje requerido para ello |